# Neuer Pfarrhof (Eggenburg)

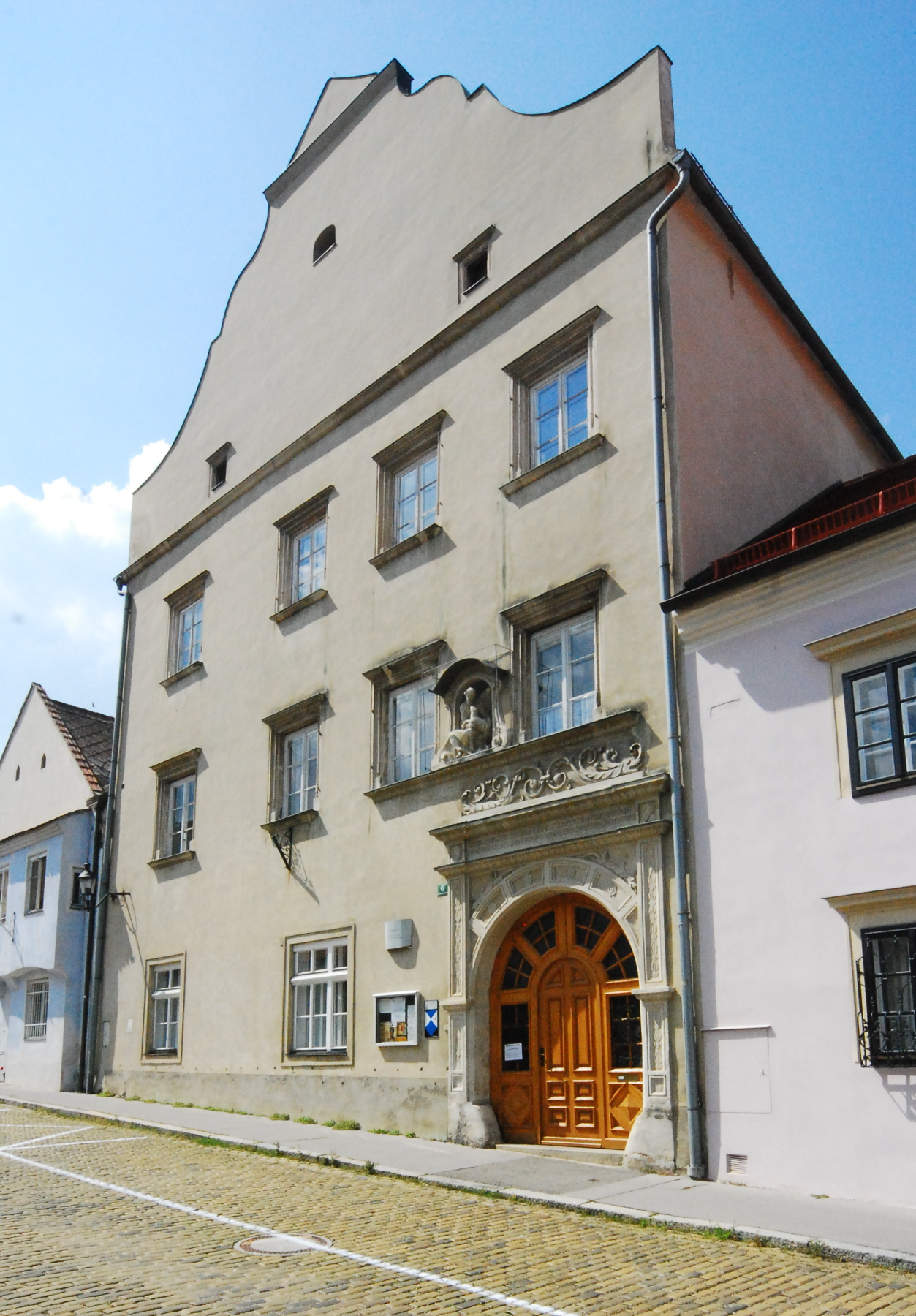
Pfarrhof in der Pfarrgasse 6

Der Neue Pfarrhof der Pfarre Eggenburg in der Stadt Eggenburg in Niederösterreich wurde laut Inschrift 1537 von Gregor Rauber von Plankenstein als dreigeschoßiger Renaissancebau mit einem hohen geschwungenen Giebel erbaut. 
Im 18. Jahrhundert ging das Gebäude in den Besitz der Stadtgemeinde über. 
Seit 1792 wird es als Pfarrhof genutzt.
Es steht unter Denkmalschutz.
Die Fassade zeigt unregelmäßig aufgeteilte Fensteröffnungen mit Steingewänden mit gedrehten Basen, gekehlten Sohlbänken und geraden, verstäbten Verdachungen aus dem 2. Viertel des 16. Jahrhunderts. Die Giebelfenster sind profiliert. Im Obergeschoß ist eine Rundnische mit einer Kartuschenrahmung mit der Figur Guter Hirte aus dem 18. Jahrhundert. Das Rundbogenportal mit einem kassettierten Holztor hat flankierende Kandelaberpilaster mit einem darüber angeordneten Porträtkopf. Das Portalgewände hat profilierte Felder und Rosetten. Darüber liegt ein Gebälk mit einem Blattrankenfries mit Delphinen.
Im Gebäudeinneren sind Räume mit Kreuzgrat- und Tonnengewölben. Die spätgotische Spindeltreppe befindet sich in einem halbrund vortretenden Treppenhaus mit Rhombenfenstern. Im Obergeschoß ist eine Halle mit Tonnengewölben mit Netzgraten und einem Portal mit dem Wappen der Rauber, bezeichnet 1537. Zum Teil sind originale Ziegelböden erhalten.
Im 16. bis 17. Jahrhundert wurde über einem hohen Kellergeschoß mit einem abgefasten Rundbogenportal und Steingewändefenstern ein Hofflügel erbaut.
Ein weiterer zweigeschoßiger Speicherbau mit tonnengewölbtem Keller und einem abgefasten Rundbogenportal hat kreuzgratgewölbte Räume.